# John Thomas Folda
John Thomas Folda (Omaha, Nebraska, 8 de agosto de 1961) es un obispo católico de Estados Unidos. Es el octavo obispo de la Diócesis de Fargo de Dakota del Norte.

## Biografía
Jhon Thomas Folda nació en Omaha. Se graduó de la secundaria y asistió a la Universidad de Nebraska-Lincoln y obtuvo licenciatura en artes, maestro de artes y una maestría en divinidad en el seminario de San Carlos Borromeo. Folda fue ordenado sacerdote para la Diócesis de Lincoln el 27 de mayo de 1989. Recibió una licencia en teología de la Universidad Pontificia de Santo Tomás de Aquino (Angelicum) de Roma en 1993.

## Sacerdote
Después de la ordenación, Folda sirvió como el vicario parroquial en la catedral del Cristo Resucitado, y enseñó en la San Pío X High School en Lincoln desde 1989 hasta 1993.
Entre 1993 y 1995 se desempeñó como pastor de la Iglesia de San Paulino en Syracuse y también de la Iglesia de la Santísima Trinidad en Avoca. Al mismo tiempo, él era un maestro y consejero en el Instituto Lourdes Central Catholic High School de la ciudad de Nebraska. A partir de 1995 se desempeñó como pastor de la Iglesia de San Leo en Palmyra y también en la Iglesia de San Martín en Douglas. 
Folda fue nombrado director diocesano de la educación religiosa y co-vicario para los religiosos en 1997. Al año siguiente fue nombrado director espiritual en San Gregorio el Grande Seminario Seward, y fue nombrado rector de la escuela en 1998. El papa Benedicto XVI lo nombró Capellán de Su Santidad, con el título de monseñor en 2007.

## Obispo de Fargo
El papa Francisco nombró a Folda obispo el 8 de abril de 2013. Fue consagrado el 19 de junio de 2013 y se instaló en la Catedral de Santa María de Fargo. El arzobispo John Clayton Nienstedt de Saint Paul y Minneapolis fue el consagrante director. El arzobispo Samuel Joseph Aquila de Denver, el obispo anterior de Fargo, y el obispo James D. Conley de Lincoln fueron los co-consagrantes.